# Servigny-lès-Raville
Servigny-lès-Raville (Duits: Silbernachen bei Rollingen) is een gemeente in het Franse departement Moselle in de regio Grand Est. Servigny-lès-Raville telde op 1 januari 2022 487 inwoners.

## Geschiedenis
De gemeente maakte deel uit van het kanton Pange in het arrondissement Metz-Campagne tot op 22 maart 2015 beide werden opgeheven. Servigny-lès-Raville werd opgenomen in het nieuwgevormde kanton Le Pays Messin, dat onderdeel werd van het arrondissement Metz.

## Geografie
De oppervlakte van Servigny-lès-Raville bedroeg op 1 januari 2022 14,2 vierkante kilometer; de bevolkingsdichtheid was toen 34,3 inwoners per km².

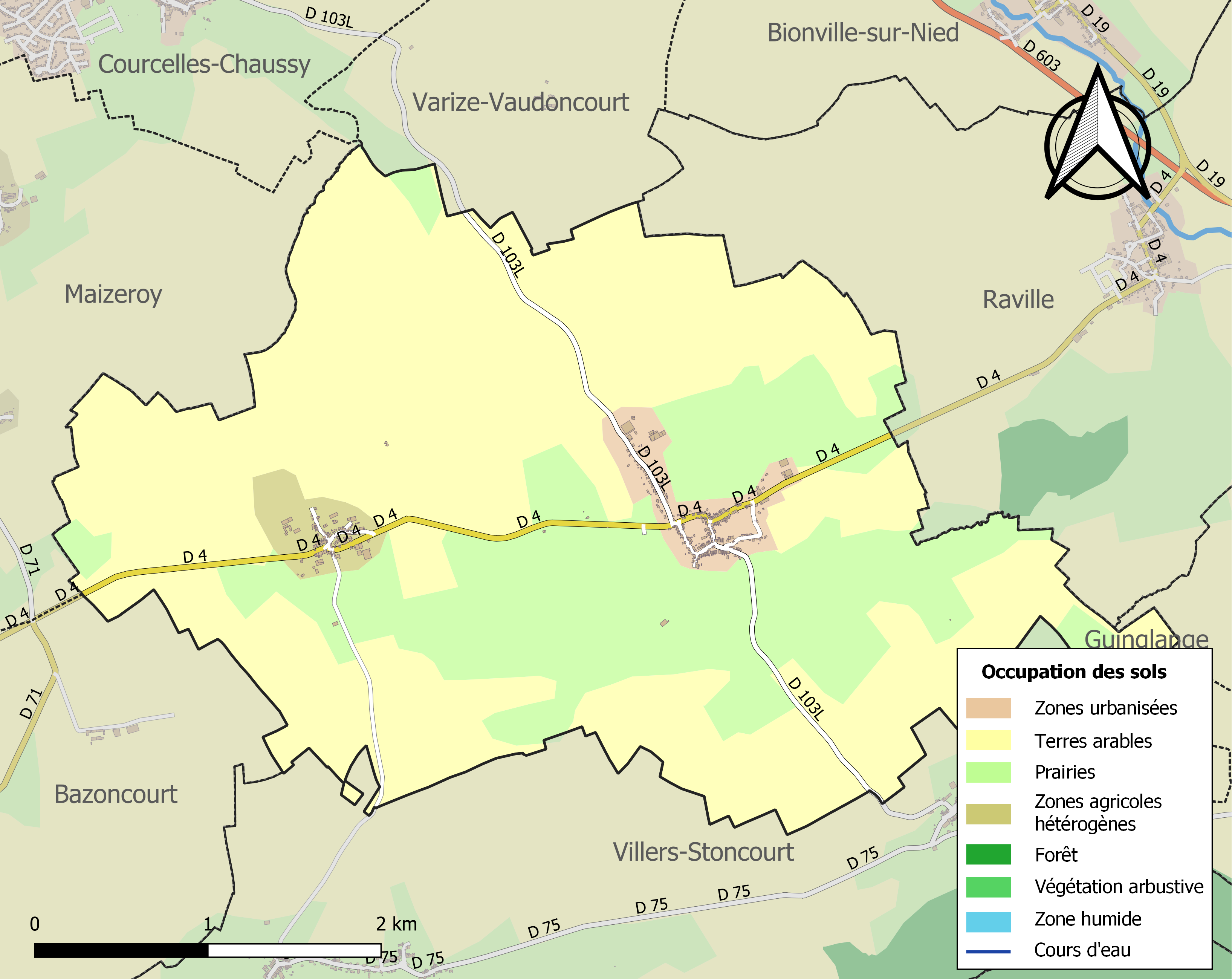
Kaart van de gemeente met de belangrijkste infrastructuur, bodemgebruik en omliggende gemeenten

## Demografie
Onderstaande figuur toont het verloop van het inwonertal (bron: INSEE-tellingen).